# Nowa Grobla (Gawłówka)
Nowa Grobla – nieoficjalny przysiółek wsi Gawłówka, w Polsce, w województwie lubelskim, w powiecie lubartowskim, w gminie Michów.
Należy do sołectwa Gawłówka.
Miejscowość nie występuje w systemie TERYT. Jej nazwę zapisano w PRNG, na podstawie napisu na mapie. Statut dla tego obiektu geograficznego to przysiółek niestandaryzowany wsi Gawłówka.
W latach 1975–1998 miejscowość administracyjnie należała do województwa lubelskiego.